# Torneo de las Cinco Naciones 1975
El Torneo de las Cinco Naciones de 1975 fue la 81° edición del principal Torneo del hemisferio norte de rugby.
El campeón del torneo fue el seleccionado de Gales.

## Clasificación
| Lugar | Selección  | Partidos | Partidos | Partidos  | Partidos | Puntos  | Puntos    | Puntos | Tabla de puntos |
| Lugar | Selección  | Jugados  | Ganados  | Empatados | Perdidos | A favor | En contra | dif.   | Tabla de puntos |
| ----- | ---------- | -------- | -------- | --------- | -------- | ------- | --------- | ------ | --------------- |
| 1     | Gales      | 4        | 3        | 0         | 1        | 87      | 30        | +57    | 6               |
| 2     | Escocia    | 4        | 2        | 0         | 2        | 47      | 40        | +7     | 4               |
| 3     | Irlanda    | 4        | 2        | 0         | 2        | 54      | 67        | -13    | 4               |
| 4     | Francia    | 4        | 2        | 0         | 2        | 53      | 79        | -26    | 4               |
| 5     | Inglaterra | 4        | 1        | 0         | 3        | 40      | 65        | -25    | 2               |

## Resultados
| 18 de enero | Francia | 10 - 25 | Gales | Parc des Princes, París |  |

| 18 de enero | Irlanda | 12 - 9 | Inglaterra | Lansdowne Road, Dublín |  |

| 1 de febrero | Inglaterra | 20 - 27 | Francia | Twickenham Stadium, Londres |  |

| 1 de febrero | Escocia | 20 - 13 | Irlanda | Estadio Murrayfield, Edimburgo |  |

| 15 de febrero | Francia | 10 - 9 | Escocia | Parc des Princes, París |  |

| 15 de febrero | Gales | 20 - 4 | Inglaterra | Cardiff Arms Park, Cardiff |  |

| 1 de marzo | Escocia | 12 - 10 | Gales | Estadio Murrayfield, Edimburgo |  |

| 1 de marzo | Irlanda | 25 - 6 | Francia | Lansdowne Road, Dublín |  |

| 15 de marzo | Inglaterra | 7 - 6 | Escocia | Twickenham Stadium, Londres |  |

| 15 de marzo | Gales | 32 - 4 | Irlanda | Cardiff Arms Park, Cardiff |  |

## Premios especiales
- Copa Calcuta:  Inglaterra